# Amir
Amir je moško osebno ime.

## Izvor imena
Ime Amir je muslimansko ime, ki ga razlagajo iz dveh arabskih korenov: prvič iz korena mr - 'Amir (moško ime) v pomenu »naseljenec; prebivalec; domačin; stanovalec; tisti, ki izžareva življenje« in drugič iz korena mr - amir v pomenu »povelnik, tisti, ki poveljuje«. Ime Amir je prišlo v Slovenijo z muslimanskimi priseljenci iz republik bivše Jugoslavije.

## Različice imena
- ženska oblika imena: Amira
- pomensko sorodni imeni Emir, in Zoltan

## Pogostost imena
Po podatkih Statističnega urada Republike Slovenije je bilo na dan 31. decembra 2007 v Sloveniji število moških oseb z imenom Amir: 622.